# 中国人民解放军南疆军区
中国人民解放军南疆军区，机关驻地喀什市，是中国人民解放军在新疆维吾尔自治区南部和西藏自治区阿里地区设置的军区，隶属中国人民解放军新疆军区。南疆军区负责守卫新疆南部及边境治安和安全事务。

## 沿革

### 西北野战军第二纵队
1946年11月中旬，晋绥军区根据中央军委11月10日的决定，在山西省离石地区以第359旅、独立第4旅及吕梁军区机关一部共8600余人，组成晋绥军区第二纵队并兼吕梁军区。王震任司令员兼政治委员，彭绍辉、马佩勋任副司令员（后郭鹏），罗贵波任副政治委员（后王恩茂），张希钦任参谋长（后唐健伯），王恩茂任政治部主任。纵队成立后，由离石南下，会同晋冀鲁豫军区第四纵队等部进行吕梁、汾孝等战役，解放永和、大宁、隰县、中阳、石楼、孝义、文水等县城。7月31日编入西北野战军，为西北野战军第二纵队。

### 第二军
1949年2月1日，根据中央军委1948年11月1日关于统一全军编制及部队番号的命令，西北野战军第2纵队改称中国人民解放军第二军，隶属第一野战军。王震任军长兼政治委员（后郭鹏任军长，王恩茂任政治委员），郭鹏、顿星云任副军长（后杨秀山），王恩茂任副政治委员，张希钦任参谋长（后贺盛桂），左齐任政治部主任。独立第4旅、第359旅、独立第6旅依次改称第4、第5、第6师，共3.6万余人。

### 南疆军区
1950年1月24日，中共中央批准以中国人民解放军第二军党委为基础，建立中共喀什区委员会。1950年5月1日，在喀什同时举办中共喀什区委员会与喀什军区成立大会。中共喀什区委员会下辖喀什、阿克苏、莎车、和田4个地委；喀什军区由第二军军部兼任，下辖喀什军分区（1950年2月20日成立，由第二军第四师兼任，属第二军代管，1950年5月改由喀什军区领导）、阿克苏军分区、莎车军分区（1950年2月19日成立）、和田军分区。1951年10月26日中央人民政府人民革命军事委员会命令，新疆军区喀什军区改为新疆军区南疆军区，仍由第二军军部兼任；1951年11月16日在疏勒县举行更名大会。1953年3月，撤销第二军番号，保留南疆军区建制，第二军党委改为南疆军区党委。
1985年6月14日，在百万大裁军中，根据中央军委命令，撤销南疆军区。1985年12月31日停止办公，成立南疆军区善后办公室。南疆军区所属各军分区及部队转隶新疆军区直辖。1987年9月，新疆军区重新组建了南疆军区，执行军级权限。1987年10月15日，南疆军区召开成立大会。1992年4月30日，中央军委下达军队体制编制精简整编总方案，取消兵团级建制，新疆军区改为正军级，南疆军区改为副军级。1998年10月，在第9次精简整编中，新疆军区升格为副大军区级，南疆军区随之恢复为正军级。

## 历任领导
| 司令员 1. 郭鹏（1949年6月—1953年4月，第二军军长；1950年1月—1956年11月） 2. 曾光明（1957年11月—1962年7月） 3. 何家产（1962年7月—1964年6月） 4. 刘发秀（1964年7月—1969年10月） 5. 郑志文（1969年10月—1978年7月） 6. 李双盛（1978年5月—1983年5月） 7. 高焕昌（1983年5月—1985年10月） 8. 段长金 少将（1987年11月—1990年6月） 9. 王立忠 少将（1990年6月—1992年10月） 10. 林才文 少将（1992年11月—1994年12月） 11. 邱衍汉 少将（1997年7月—1999年7月） 12. 李新光 少将（1999年7月—2000年12月） 13. 朱锦林 少将（2000年12月—2007年12月） 14. 郭景洲 少将（2008年2月—2011年10月） 15. 张建胜 少将（2011年11月—2013年12月） 16. 李海洋 少将（2013年12月—201？年？月） 17. 柳林 少将（2019年3月—2021年8月） | 政治委员 1. 王恩茂（1949年6月—1952年9月，第二军政治委员；1950年1月—1954年2月，1952年9月起为兼任） 2. 左齐（1954年12月—1956年8月） 3. 朱家胜（1958年1月—1960年8月） 4. 马洪山（1960年8月—1962年7月） 5. 曾光明（1962年7月—1969年1月） - 马洪山（1962年7月—1980年11月，第二政治委员） 6. 黄瑞祥（1969年7月—1981年6月） 7. 王光增（1981年6月—1983年4月） 8. 唐广才（1983年5月—1985年7月） 9. 靳玉轩 少将（1987年10月—1990年6月） 10. 吕春禾 少将（1990年6月—1993年2月） 11. 屈全绳 少将（1993年3月—1995年7月） 12. 孔 瑛 少将（1995年7月—1997年11月） 13. 王振西 少将（2000年12月—2003年12月） 14. 黄建国 少将（2003年12月—2008年7月） 15. 林淼鑫 少将（2008年10月—2012年9月） 16. 李 伟 少将（2012年10月—2013年6月） 17. 缪文江 少将（2013年9月—2019年4月） |

| 副司令员 - 顿星云（1949年2月—1950年3月，第二军副军长） - 杨秀山（1950年5月—1951年11月，第二军副军长兼喀什军区副司令员） - 徐国贤（1951年12月—1953年2月，第二军副军长兼南疆军区副司令员） - 买买提明·伊敏诺夫少将（1950年1月—1957年1月） - 何家产（1954年12月—1960年8月） - 刘发秀（1957年11月—1960年6月） - 毛少先（1958年2月—1978年6月） - 王志廉（1962年7月—1978年6月） - 李双盛（1964年5月—1978年5月） - 连承先（1964年6月—1983年9月） - 许欣之（1971年7月—1978年3月） - 吐拉克·司马义（1975年9月—1980年6月） - 高焕昌（1978年7月—1983年5月） - 蔚福恭（1981年2月—1985年10月） - 伊敏诺夫·伊拉洪（1981年2月—1985年10月） - 阿不都瓦依提·乌拉太也夫（1981年12月—1982年1月） - 张光辉（1983年5月—1985年10月） - 罗泉源（1983年5月—1985年10月） - 段喜康（1987年10月—1993年12月） - 林才文（1990年6月—1992年） - 张同进（1992年5月—1993年12月） - 马殿魁（1992年8月—1996年5月） - 邱衍汉少将（1993年8月—1997年7月） - 李廷元少将（1994年5月—1998年12月） - 李新光少将（1997年7月—1999年7月） - 彭新国少将（2000年12月—2007年12月） - 吐尔迪·卡德尔少将（2001年12月—2003年12月） - 王北会少将（？—？） - 刘勇少将（2002年2月—2003年6月） - 黄呈洲少将（？—？） - 万宗林少将（2007年7月—2009年7月） - 赛里木江·赛都拉少将（2009年12月—2013年10月） - 宋维广少将（2013年—2014年） - 汪海江少将（2013年—2016年） - 哈里木拉提·阿不都热合满少将（2013年—2017年） - 张黎鸿少将（2014年—2015年） - 柳林少将（2015年—2019年） | 副政治委员 - 左齐（1950年1月—1953年3月，第二军副政治委员） - 左齐（1953年3月—1954年12月） - 曾光明（1954年12月—1957年11月） - 朱家胜（1954年12月—1958年1月） - 陈春林（1960年1月—1965年1月） - 刘发秀（1960年6月—1964年7月） - 黎斌（1964年6月—1978年6月） - 王光增（1974年1月—1981年6月） - 肉孜·吾守尔（1976年7月—1985年10月） - 林忠（1978年5月—1985年10月） - 卢德义（1978年6月—1983年9月） - 阿不都瓦依提·乌拉太也夫（1982年1月—1985年10月） - 阎长发（1983年5月—1985年10月） - 肉孜·吾守尔（1988年7月—1992年5月） - 依不拉音·苏来曼（1992年6月—1998年5月） - 买买提·艾山（1998年10月—2003年6月） - 孙晓青（2000年10月—2003年1月，挂职） - 马合木提·库尔班（2008年7月—2010年6月） - 刘选林（2010年—） - 艾乃提·吾买尔（2011年—） - 赵省让（2013年—） |

| 参谋长 1. 贺盛桂（1949年6月—1953年4月，第二军参谋长） 2. 贺盛桂（1950年1月—1953年6月） 3. 马森（1953年6月—1955年8月） 4. 郑志文（1956年5月—1960年6月） 5. 唐谟（1960年7月—1964年6月） 6. 连承先（1964年6月—1970年5月） 7. 李进攻（1970年5月—1978年6月） 8. 蔚福恭（1978年6月—1981年2月） 9. 张振堂（1981年3月—1985年10月） 10. 张振堂（1987年9月—1990年6月） 11. 陈德林（1990年6月—1993年2月） 12. 李新光（1993年2月—1997年7月） 13. 李云生（1997年7月—1999年12月） 14. 彭新国（1999年12月—2000年12月） 15. 黄呈洲（？—？） 16. 王伟（？—2007年） 17. 张建胜（2007年—2009年） 18. 李海洋（2009年12月—2010年7月） 19. 李发义（2010年—2012年11月） 20. 李海洋（2012年11月—2014年3月） 21. 柳林（2014年—2015年） 22. 胡建林（2015年—） | 政治部主任 1. 左齐（1949年6月—1953年3月，第二军政治部主任） 2. 左齐（1950年1月—1952年6月，第二军副政治委员兼） 3. 朱家胜（1952年6月—1958年1月，1954年12月起为副政治委员兼） 4. 陈春林（1958年3月—1960年1月） 5. 黎斌（1960年1月—1963年10月） 6. 张少彭（1963年10月—1963年11月） 7. 黄瑞祥（1969年1月—1969年7月） 8. 崔虎（1969年7月—1978年1月） 9. 卢德义（1978年6月—1981年3月，副政治委员兼） 10. 唐广才（1981年2月—1983年5月） 11. 田修思（1995年12月—1999年7月） 12. 王建民（1999年7月—2003年6月） 13. 刘雷（2003年7月—2007年1月） 14. 贾随刚（2007年—2013年） 15. 缪文江（2013年—2013年9月） 16. 张立敏（2013年12月—） |

顾问
- 卢德义（1983年9月—1985年5月）[2]

## 编制

### 军区机关职能部门
- 参谋部
- 政治工作部

### 军分区机关
- 巴音郭楞军分区
- 阿克苏军分区
- 喀什军分区
- 克孜勒苏军分区
- 和田军分区
- 阿里军分区（驻西藏阿里地区）

## 设在南疆军区的边防哨所
- 中国人民解放军陆军边防第三六三团[7]

| 名称             | 地点                                            |
| ---------------- | ----------------------------------------------- |
| 红其拉甫边防连   | 36°56′00″N 75°33′16″E / 36.933333°N 75.554444°E |
| 红其拉甫前哨     | 36°51′00″N 75°25′40″E / 36.85°N 75.427778°E     |
| 克克吐鲁克边防连 | 37°09′25″N 74°39′32″E / 37.157°N 74.658889°E    |
| 科西拜勒前哨     | 37°06′41″N 74°40′31″E / 37.111389°N 74.675278°E |
| 托克满苏边防连   | 37°09′39″N 74°49′11″E / 37.160722°N 74.819722°E |
| 明铁盖边防连     | 37°07′22″N 75°01′00″E / 37.122778°N 75.016667°E |
| 卡拉其古边防连   | 37°12′36″N 75°22′34″E / 37.21°N 75.376°E        |
| 卡拉苏口岸       | 38°11′38″N 74°55′28″E / 38.193889°N 74.924444°E |
| 卡拉苏前哨       | 38°09′03″N 74°48′21″E / 38.150833°N 74.805833°E |
| 斯姆哈纳边防连   | 39°41′46″N 73°55′31″E / 39.696111°N 73.925278°E |
| 吐尔尕特口岸     | 40°30′46″N 75°23′22″E / 40.512778°N 75.389444°E |
| 迈丹边防连       | 40°11′N 76°02′E / 40.19°N 76.03°E               |
| 库鲁木都克边防连 | 40°20′00″N 76°23′50″E / 40.333333°N 76.397222°E |

|  |

| 名称                 | 地点                                          |
| -------------------- | --------------------------------------------- |
| 神仙湾边防连         | 35°34′03″N 77°50′52″E / 35.56763°N 77.84764°E |
| 天文点边防连         | 35°19′52″N 78°10′44″E / 35.331°N 78.179°E     |
| 河尾滩边防连         | 35°00′07″N 78°35′31″E / 35.002°N 78.592°E     |
| 加勒万前进基地       | 34°38′00″N 78°37′00″E / 34.6334°N 78.6167°E   |
| 温泉                 | 34°25′37″N 78°55′16″E / 34.427°N 78.921°E     |
| 空喀山口边防连       | 34°20′N 79°07′E / 34.33°N 79.11°E             |
| 尼亚格祖(哨所)       | 33°58′30″N 78°52′44″E / 33.975°N 78.879°E     |
| 库尔那克堡边防连     | 33°45′49″N 78°59′13″E / 33.7635°N 78.98707°E  |
| 日姆昌边防连         | 33°46′12″N 79°04′16″E / 33.77°N 79.0711°E     |
| 普尔楚边防连         | 33°33′54″N 78°48′00″E / 33.565°N 78.8°E       |
| 秋迪俭革拉山口(哨所) | 33°37′39″N 78°47′17″E / 33.62750°N 78.78806°E |
| 且坎边防连           | 32°52′12″N 79°36′36″E / 32.86993°N 79.61°E    |
| 都木契列边防前哨     | 33°04′35″N 79°10′12″E / 33.0765°N 79.17°E     |
| 扎西岗边防连         | 32°31′34″N 79°37′59″E / 32.526°N 79.633°E     |
| 典角雷达站           | 32°41′24″N 79°27′47″E / 32.69°N 79.463°E      |

|  |

| 名称           | 地点                                          |
| -------------- | --------------------------------------------- |
| 山岗边防连     | 32°12′42″N 79°11′37″E / 32.2116°N 79.1936°E   |
| 曼扎边防连     | 32°09′20″N 78°48′14″E / 32.1555°N 78.8040°E   |
| 支普齐边防连   | 32°34′35″N 78°36′30″E / 32.5764°N 78.6083°E   |
| 什布奇边防连   | 31°48′38″N 78°48′32″E / 31.8105°N 78.8088°E   |
| 什布奇山口前哨 | 31°48′52″N 78°44′50″E / 31.8145°N 78.7473°E   |
| 萨让边防连     | 31°34′05″N 79°03′07″E / 31.5681°N 79.0520°E   |
| 波林边防连     | 31°17′55″N 79°32′44″E / 31.2985°N 79.5455°E   |
| 莫林山口前哨   | 31°14′18″N 79°20′01″E / 31.2384°N 79.3336°E   |
| 玛那山口前哨   | 31°13′54″N 79°34′18″E / 31.2318°N 79.5717°E   |
| 达巴边防连     | 31°13′41″N 79°55′31″E / 31.2280°N 79.9252°E   |
| 西兰塔边防连   | 30°45′22″N 80°35′46″E / 30.7560°N 80.5960°E   |
| 普兰边防连     | 30°18′08″N 81°10′44″E / 30.30222°N 81.17889°E |

|  |